# Якоби, Петер
Пе́тер Я́коби (нем. Peter Jacoby) — немецкий кёрлингист.
В составе мужской сборной ФРГ участник трёх чемпионатов мира (лучший результат — бронзовые призёры в 1972, первая немецкая команда, ставшая каким-либо призёром мужского чемпионата мира).
Играл на позиции третьего и второго.

## Команды
| Сезон   | Четвёртый       | Третий      | Второй         | Первый         | Турниры           |
| ------- | --------------- | ----------- | -------------- | -------------- | ----------------- |
| 1969—70 | Манфред Рёдерер | Эрнст Хеге  | Петер Якоби    | Хансйорг Якоби | ЧМ 1970 (6 место) |
| 1970—71 | Манфред Рёдерер | Петер Якоби | Педер Ледоскет | Хансйорг Якоби | ЧМ 1971 (6 место) |
| 1971—72 | Манфред Рёдерер | Петер Якоби | Педер Ледоскет | Хансйорг Якоби | ЧМ 1972           |

(скипы выделены полужирным шрифтом)